# Тисагаччи
Тисагаччи (рос. Тысагаччы) — селище у Гірському улусі Республіки Сахи Російської Федерації.
Населення становить 2  особи. Належить до муніципального утворення Малтанінський наслег.

## Історія
Згідно із законом від 30 листопада 2004 року органом місцевого самоврядування є Малтанінський наслег.

## Населення
| 2002 | 2010 |
| ---- | ---- |
| 2    | →2   |